# (419624) 2010 SO16
(419624) 2010 SO16 ist ein Asteroid vom Apollo-Typ, der 2010 mithilfe des Weltraumteleskops WISE entdeckt wurde. Seine Bahnneigung beträgt 14,5°, die absolute Helligkeit 20,6. Mit einem Durchmesser von ca. 300 Metern ist er der bisher größte bekannte Asteroid, der auf einer erdgebundenen Hufeisenumlaufbahn läuft,  und insgesamt das vierte Anm1 bisher entdeckte Objekt dieser Art.

## Besonderheiten der Bahn

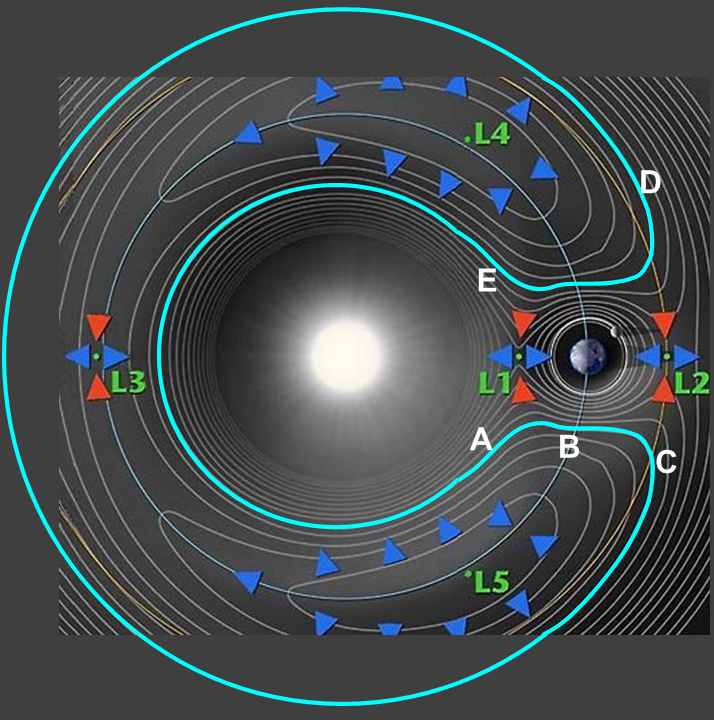
Schematische Darstellung einer Hufeisenbahn mit Erde, Sonne und den Lagrangepunkten L_{1} bis L_{5}

Durch seine besondere Bahnform hat 2010 SO16 praktisch denselben Abstand zur Sonne wie die Erde selbst. Dabei nähert er sich der Erde bis auf 20 Millionen km. Dies entspricht etwa der 50-fachen Entfernung zum Mond. Der Öffnungswinkel 2φmin, also die Lücke des „Hufeisens“, in der sich die Erde befindet, beträgt 25°. Die Dauer des Umlaufs auf der Hufeisenbahn beträgt 350 Jahre.

### Bahnform

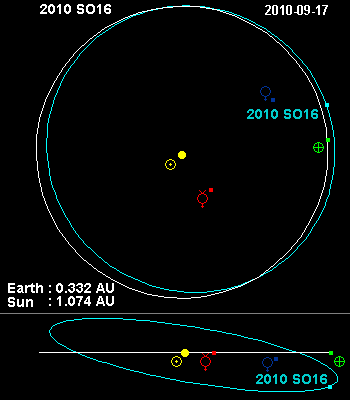
Bahnen von Erde (weiß, Erde selbst grün), (419624) 2010 SO_{16} (blau) sowie die Positionen von Sonne, Merkur und Venus am 17. September 2010; oben vertikale Sicht auf die Ekliptik, unten horizontale Sicht

Anhand der vorhandenen Bahndaten wurden Computersimulationen möglicher Bahnen durchgeführt. Dabei wurden auch die acht Hauptplaneten berücksichtigt. Die Schwerkraftwirkung des Mondes wurde als zusätzliche Erdmasse berücksichtigt. Die Berechnungen wurden mittels Radau-Verfahrens gemacht. Es wurden zwei Berechnungen durchgeführt, die auf folgenden Daten beruhen:
1. Beobachtungen von WISE und bodengestützten Teleskopen, einschließlich Spacewatch II, während 62 Tagen bis zum 18. November 2010
2. Beobachtungen von Spacewatch II während 75 Tagen bis zum 1. Dezember 2010

Die beiden damit durchgeführten Simulationen ergaben eine Hufeisen-Umlaufbahn. Zum Zeitpunkt April 2011 befand sich der Asteroid nahe dem Umkehrpunkt, der sich hinter der Erde befindet. Bis 2016 wird 2010 SO16 der Erde zwischen 0,13 und 0,2 AE nahe kommen. Er wird noch für mehrere Jahrzehnte am Abendhimmel beobachtbar sein.
Zur Überprüfung der Simulationen wurde eine Serie von Bahnvarianten dynamisch integriert. Die Berechnungen dienten außerdem dazu, die Aufenthaltsdauer (Bahnstabilität) des Asteroiden auf der Hufeisenbahn zu untersuchen. Folgende Parameter wurden dabei variiert:
- große Halbachse a
- mittlere Anomalie M
- Exzentrizität e
- Argument des Perizentrums ω

Für a wurden neun Werte im Bereich der Messungenauigkeit 1-σ gerechnet, für die übrigen Parameter je drei Werte im Bereich 1,5-σ, insgesamt also 9 × 33 = 243 Bahnvarianten. Die Berechnungen wurden für einen Zeitraum von ±100.000 Jahren bezogen auf die Gegenwart durchgeführt. In sämtlichen Fällen ergaben sich Hufeisenbahnen.

### Stabilität
Um die Stabilität der Hufeisenbahn zu untersuchen, wurden weitere Bahnvarianten gerechnet. Dabei wurde die große Halbachse im Bereich ±4σ variiert. Es wurden je 35 Varianten für die Vergangenheit und die Zukunft berechnet; insgesamt also 70 Bahnvarianten. Die Integrationen wurden bis zu einem Zeitraum von 2 Millionen Jahren gerechnet. Die Ergebnisse dieser Rechnungen zeigt Tabelle 1.
| Verweildauer in Jahren | Anzahl | Bemerkungen                                                                |
| ---------------------- | ------ | -------------------------------------------------------------------------- |
| < 200.000              | 4      | Kürzeste ermittelte Verweildauer 120.000 Jahre                             |
| 200.000–500.000        | 50     |                                                                            |
| > 500.000              | 16     | Davon 8 > 1 Million Jahre und 2 > 2 Millionen Jahre (Ende der Integration) |

Damit ist  die Bahn von 2010 SO16 weitaus stabiler als die anderer Objekte auf ähnlichen Bahnen, die ihre Hufeisenbahn schon nach wenigen tausend Jahren verlassen.
Der Asteroid begleitet die Erde seit mindestens 250.000 Jahren, möglicherweise reicht sein Ursprung sogar bis in die Frühzeit unseres Sonnensystems zurück.

## Ursprung
Drei mögliche Ursprünge wurden diskutiert. Eine Herkunft aus dem Hauptgürtel gilt wegen der erdähnlichen Umlaufbahn als unwahrscheinlich, kann jedoch auch nicht völlig ausgeschlossen werden. Als ebenso unwahrscheinlich gilt die Herkunft aus dem Erde-Mond-System, da sich die Bahn mehrfach innerhalb einiger 100.000 Jahre verändern würde.
Eine dritte Möglichkeit ist der Ursprung auf einer nierenförmigen Bahn nahe den Lagrangepunkten L4 oder L5 des Asteroid-Erde-Sonne-Systems. S. A. Tabachnik und N. W. Evans zeigten in einer Veröffentlichung im Jahr 2000, dass Objekte auf solchen Bahnen durchaus 50 Millionen Jahre überdauern können, vorausgesetzt Inklination i und Exzentrizität e haben die richtigen Werte (für i: entweder 24° < i < 34° oder i < 16°; für e: e ≈ 0,06). Im Fall von 2010 SO16 liegen beide Größen in den passenden Bereichen. Extrapolationen über 5 Milliarden Jahre ergaben zudem, dass ein kleiner Teil der Asteroiden selbst solche langen Zeiträume auf entsprechenden Bahnen überleben könnte.
Dagegen kann eingewendet werden, dass die Berechnungen von Tabachnik und Evans den Jarkowski-Effekt außer Acht lassen.  2010 SO16 könnte somit kaum länger als einige Millionen Jahre auf einer entsprechenden Bahn überdauern. Allerdings hat eine Studie über die Stabilität von Mars-Trojanern 2005 ergeben, dass der Jarkowski-Effekt große Trojaner nicht zwangsläufig destabilisiert.
Für eine endgültige Entscheidung wären weitere Informationen über Größe, Spektralklasse und Drehimpuls notwendig. 2010 SO16 könnte hier auch ein Testobjekt für den Nachweis der Jarkowski-Beschleunigung werden.